# Алексий (Готовцев)
Епископ Алексий (в миру Александр Дмитриевич Готовцев; 1891, Область Войска Донского — 1936, Москва) — епископ Русской православной церкви, епископ Рыльский, викарий Курской епархии.

## Биография
Родился в 1891 году в семье протоиерея Димитрия Готовцева, клирика Донской епархии.
Обучался в Донской духовной семинарии в Новочеркасске, которую окончил в 1912 году по первому разряду, будучи первым студентом по списку. В 1916 году окончил Киевскую духовную академию со степенью кандидата богословия и был оставлен профессорским стипендиатом при академии.
В 1916 году пострижен в монашество в Киево-Печерской Лавре и рукоположён во иеромонаха. Был благочинным и членом Духовного Собора Лавры.
До закрытия Академии занимал должность помощника инспектора в Киевской духовной академии. Его духовным отцом был иеромонах Алексий (Шепелев).
В 1920 году был назначен наместником Киево-Братского монастыря с возведением в сан архимандрита.
8 мая 1921 года хиротонисан во епископа Звенигородского, викария Киевской епархии и назначен настоятелем Михаило-Архангельского Златоверхого монастыря.
В апреле 1922 года был арестован и до ноября находился в заключении в киевской тюрьме.
В апреле 1923 года снова арестован, выслан в Москву.

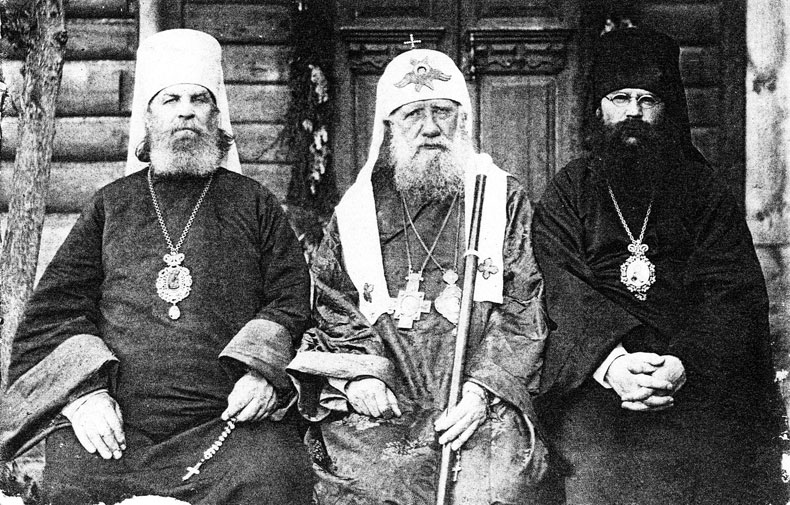
Вместе с митрополитом Петром (Полянским) и Патриархом Тихоном в Серпухове. 1924 год

17 сентября 1923 года патриарх Тихон и Священный Синод при нём приняли решение об открытии кафедры в Малоярославце и назначении на неё епископа Звенигородского, викария Киевской епархии Алексия.
1 (14) октября 1923 года патриархом Тихоном назначен епископом Серпуховским, викарием Московской епархии. Патриарху поступали многочисленные прошения верующих Серпухова, которые, пользуясь данным им патриархом за их верность православию правом самим избрать себе епископа, просили назначить епископа Алексия как сродного по духу епископу Арсению.
В 1925 году член Совета преосвященных московских викариев.
12 апреля 1925 года подписал акт о передаче высшей церковной власти митрополиту Крутицкому Петру (Полянскому).
В августе 1925 года был арестован и заключён в Бутырскую тюрьму в Москве, где находился до сентября.
В завещательном распоряжении митрополита Петра от 6 декабря 1925 года епископ Алексий назван в составе Совета преосвященных Московских викариев, которому поручено временное управление Московской епархией в случае невозможности осуществлять это Местоблюстителю Патриаршего Престола.
С февраля 1926 года до мая 1927 года временно управлял Московской епархией.
В июне 1926 года выслан в Серпухов.
С апреля 1927 года — епископ Рыльский, викарий Курской епархии.
C февраля по апрель 1928 года временно управлял Курской епархией.
Издание «Антирелигиозник» № 10 1931 года приводит такие слова: «Рыльский епископ Алексий (ЦЧО) в специальной грамоте предписал всем подчинённым ему церковным советам произвести перевыборы, избрав весь состав из бедняков и середняков. „Старые церковные советы — говорится в постановлении — из кулаков и купцов демонстрируют перед населением классовый характер церкви и отпугивают рядовое население“». Насколько это соответствует действительности, неизвестно.
С 1932 года епархией не управлял, проживал в Москве и состоял на гражданской службе.
Скончался в 1936 году в Москве в страшных мучениях от ползучей экземы. Отпет был, как мирянин. Погребён на Пятницком кладбище.